# Acanthomysis koreana
Acanthomysis koreana är en kräftdjursart som beskrevs av Ii 1964. Acanthomysis koreana ingår i släktet Acanthomysis och familjen Mysidae. Inga underarter finns listade i Catalogue of Life.